# Кураков, Иван Григорьевич
Иван Григорьевич Кураков (17 июня 1903, Верхние Серогозы, Таврическая губерния — не ранее 1954) — советский педагог, руководитель образования. В годы Великой Отечественной войны один из командиров партизан Крыма, командир 2-го партизанского сектора. После войны работал на руководящих постах в Крыму.

## Биография
Родился 17 июня 1903 году в селе Верхние Серогозы, в настоящее время Херсонской области Украины. Отец - Григорий Антонович Кураков, мать Мария Федоровна Куракова (Герасимова). В 1924 году окончил Мелитопольский педагогический техникум. В 1924—1927 годах — учитель Елизаветинской сельской школы Веселовского района Запорожской области. 2 декабря 1925 года был призван на службу в РККА. С 1927 года — заведующий районным отделом народного образования. В 1936 году закончил Запорожский государственный педагогический институт. В 1936—1937 годах — заведующий школьным сектором народного образования КрАССР, в 1937—1938 годах — заместитель заведующего республиканского ОПО. В 1938—1941 годах — директор республиканских педагогических курсов.

### Великая Отечественная война
С сентября 1941 года в рядах РККА. В звании капитан назначен командиром эскадрона 71-го кавполка 48-й кавалерийской дивизии (командир дивизии — генерал-майор Д. И. Аверкин). Формировалась дивизия из резервистов старших возрастов; конный состав поступил из народного хозяйства. Небольшая по своему составу дивизия (до трёх тысяч конников) должна была в кратчайшие сроки закончить формирование. После перевозки в Крым дивизия находилась в районе Карасубазара, выполняя роль мобильного резерва на случай высадки противником десантов. Обороняла Перекоп и Ишуньские позиции. При отступлении на Севастополь через Алушту по Южнобережному шоссе, была перехвачена противником и разбита в бою под Алуштой. Отступила в Крымские горы, часть бойцов пробилась в Севастополь, основная часть влилась в партизанское движение Крыма.
И. Г. Кураков был в партизанах Крыма непрерывно с 6 ноября 1941 по 19 июня 1943 года, командир группы, командир 18-го красноармейского отряда с 5 января 1942 по 19 июня 1942 года, начальник 2-го партизанского района (комиссар Н. Д. Луговой) с 19 июня 1942 по 27 октября 1942 года. После реорганизации структуры управления и убытия на Большую землю И. Г. Генова командир 2-го сектора (комиссар Н. Д. Луговой) с 25 октября 1942 по 19 июня 1943 года. Приказом № 18 от 24 октября 1942 года по Черноморской группе войск Закавказского фронта был награждён орденом Ленина. Краткое время исполнял обязанности командующего партизанскими отрядами Крыма после эвакуации М. Т. Лобова. Был эвакуирован на Большую землю по воздуху.
С решением Куракова связан трагический эпизод борьбы — Яман-Ташская трагедия. 17 декабря 1942 года, после тяжёлых боёв с румынскими подразделениями и крымскотатарскими силами самообороны, партизаны отрядов 2-го сектора понесли существенные потери (были убиты 17 и ранены 27 партизан). Имея мало боеприпасов они понимали, что из зуйских лесов необходимо уходить. Посадочные площадки для самолётов были блокированы румынами, во всех окрестных сёлах стояли сильные гарнизоны. Уходить решили все способные передвигаться, двое — застрелились. 28 тяжелораненых бойцов спрятали в скалах берега реки Бурульчи. И. Г. Кураков приказал оставить им мешок муки и лично пристрелил из двух оставшихся лошадей одну на мясо. Партизаны ушли под гору Тырке, но среди них начался ропот. Трудный разговор состоялся у Куракова и с командованием — секретарями обкома П. Р. Ямпольским и Р. Ш. Мустафаевым. Тут Кураков переубедил всех — с ранеными от противника было не оторваться и погибли бы все. К февралю оставленные на Яман-Таше тяжелораненые умерли. Лишь к марту в окрестные леса вернулись партизаны 2-го сектора и захоронили своих товарищей.

### После войны
В 1944—1948 годах — начальник Крымского областного управления трудовых резервов. С 8 января 1848 года по 1 августа 1951 года — заместитель председателя Крымского облисполкома.
Депутат Крымского областного совета (созыв 1948—1953 годов).

## Награды
Награждён орденами Ленина (1942) и Красной Звезды (1946), медалями: «Партизану Отечественной войны» 1 ст. (1943), «За оборону Севастополя» (1942), «За победу над Германией в Великой Отечественной войне 1941—1945 гг.» (1945).